# Basket Case
«Basket Case» — песня американской панк-рок-группы Green Day. Она была выпущена как третий сингл с их третьего альбома, Dookie. Песня держалась пять недель на первом месте чарта Modern Rock в США.
Читатели Rolling Stone поместили её на 5 место списка лучших синглов 1994 года.
В то время как песня была очень популярна в США, даже попав на 26 место в хит-параде Billboard Hot 100 Airplay, отсутствие коммерческого сингла не дало ей войти в Billboard Hot 100.

## Текст песни
Песня написана фронтменом Билли Джо Армстронгом о его проблемах с тревогой; до этого он был диагностирован с паническим расстройством, он думал, что он сходил с ума. Билли Джо один раз сказал, что «Единственный способ, который я знал, как смириться с чем-то — написать про это песню».

## Композиция
Песня построена на весьма распространенной прогрессии I-V-vi-iii (одна из самых распространённых структур в музыке, иногда называемая прогрессией Канона Пахельбеля). Во вступительном куплете можно услышать только Армстронга и его гитару. В середине первого припева остальная часть группы вступает, с добавлением Тре Кулом быстрых барабанных «филлов» и Майком Дирнтом бас-линии, напоминающей вокальную мелодию.

## Издание и приём
«Basket Case» был выпущен после удачных синглов, «Longview» и «Welcome to Paradise». «Basket Case» позже стала ещё более успешным хитом, проведя пять недель на первом месте чарта Modern Rock; в пять раз дольше, чем «Longview». В 1995, Green Day были номинированы на Грэмми в категории Лучшее вокальное исполнение в стиле рок дуэтом или группой за «Basket Case». В 2006, на Mike Davies and Zane Lowe’s Lock Up Special на BBC Radio 1, зрители проголосовали за «Basket Case» как лучшую песню в стиле панк-рок всех времён.
Песня также вошла в список композиций их сборника Green Day 2001 года International Superhits!, а клип — в их DVD International Supervideos!. Live-версии песни присутствуют на концертных альбомах Bullet in a Bible (2005) и Last Night on Earth: Live in Tokyo (2009).
В 2009 году канал VH1 назвал «Basket Case» 33-й лучшей песней в стиле хард-рок.

## Клип
Это было второе видео Green Day, и оно было снято Марком Кором. Видео было снято в настоящей психиатрической лечебнице под названием Agnews Developmental Center в округе Санта-Клара, Калифорния, по просьбе участников группы. Видео часто сравнивают с фильмом Пролетая над гнездом кукушки. Клип изначально был снят черно-белым, а цвет был добавлен позже, что усилило сюрреалистический эффект. Некоторые статисты носили такую же маску, как и мучитель в фильме Бразилия.
Видео было номинировано на девять наград на MTV Video Music Awards в 1995: Видео года, Лучшее видео группы, Лучшее хард-рок видео, Лучшее альтернативное видео, Видео-прорыв, Лучшая режиссура, Лучший монтаж, Лучшая кинематография и Выбор зрителя. Тем не менее, оно не выиграло ни одной.

## Список композиций
| №  | Название                                                      | Длительность |
| -- | ------------------------------------------------------------- | ------------ |
| 1. | «Basket Case»                                                 | 3:01         |
| 2. | «On the Wagon» (не выпускалась на LP)                         | 2:48         |
| 3. | «Tired of Waiting for You» (не выпускалась на LP)             | 2:30         |
| 4. | «409 in Your Coffeemaker» (несведённая; не выпускалась на LP) | 2:49         |

| №  | Название                        | Длительность |
| -- | ------------------------------- | ------------ |
| 1. | «Basket Case»                   | 3:01         |
| 2. | «Longview» (Live)               | 3:30         |
| 3. | «Burnout» (Live)                | 2:11         |
| 4. | «2,000 Light Years Away» (Live) | 2:49         |

Эти песни также можно найти на Live Tracks.
| №  | Название          | Длительность |
| -- | ----------------- | ------------ |
| 1. | «Basket Case»     | 3:01         |
| 2. | «She»             | 2:14         |
| 3. | «Emenius Sleepus» | 1:43         |

| №  | Название                                          | Длительность |
| -- | ------------------------------------------------- | ------------ |
| 1. | «Basket Case»                                     | 3:01         |
| 2. | «When I Come Around»                              | 2:58         |
| 3. | «Having a Blast»                                  | 2:44         |
| 4. | «When I Come Around» (Live из Стокгольма, Швеция) |              |

## Позиции в чартах
| Чарты (1994—1995)                   | Позиция |
| ----------------------------------- | ------- |
| Австралия (ARIA)                    | 8       |
| Бельгия/Фландрия (Ultratop 50)      | 49      |
| Бельгия/Валлония (Ultratop 50)      | 21      |
| Канада (Billboard Canadian Hot 100) | 12      |
| Франция (SNEP)                      | 35      |
| Ирландия (IRMA)                     | 11      |
| Нидерланды (Single Top 100)         | 39      |
| Новая Зеландия (Recorded Music NZ)  | 21      |
| Норвегия (VG-lista)                 | 2       |
| Швеция (Sverigetopplistan)          | 3       |
| Великобритания (OCC UK Singles)     | 7       |
| США (Billboard Hot 100)             | 26      |
| Billboard Alternative Songs         | 1       |
| Billboard Mainstream Rock Tracks    | 9       |
| Billboard Top 40 Mainstream         | 16      |